# Piedras Blancas, Delstaten Mexiko
Piedras Blancas är en ort i Mexiko.   Den ligger i kommunen Villa Victoria och delstaten Mexiko, i den sydöstra delen av landet, 90 km väster om huvudstaden Mexico City. Piedras Blancas ligger 2 883 meter över havet och antalet invånare är 756.
Terrängen runt Piedras Blancas är kuperad. Runt Piedras Blancas är det ganska tätbefolkat, med 214 invånare per kvadratkilometer. Närmaste större samhälle är San Pedro Los Baños, 16,2 km nordost om Piedras Blancas. Trakten runt Piedras Blancas består till största delen av jordbruksmark.